# Agura

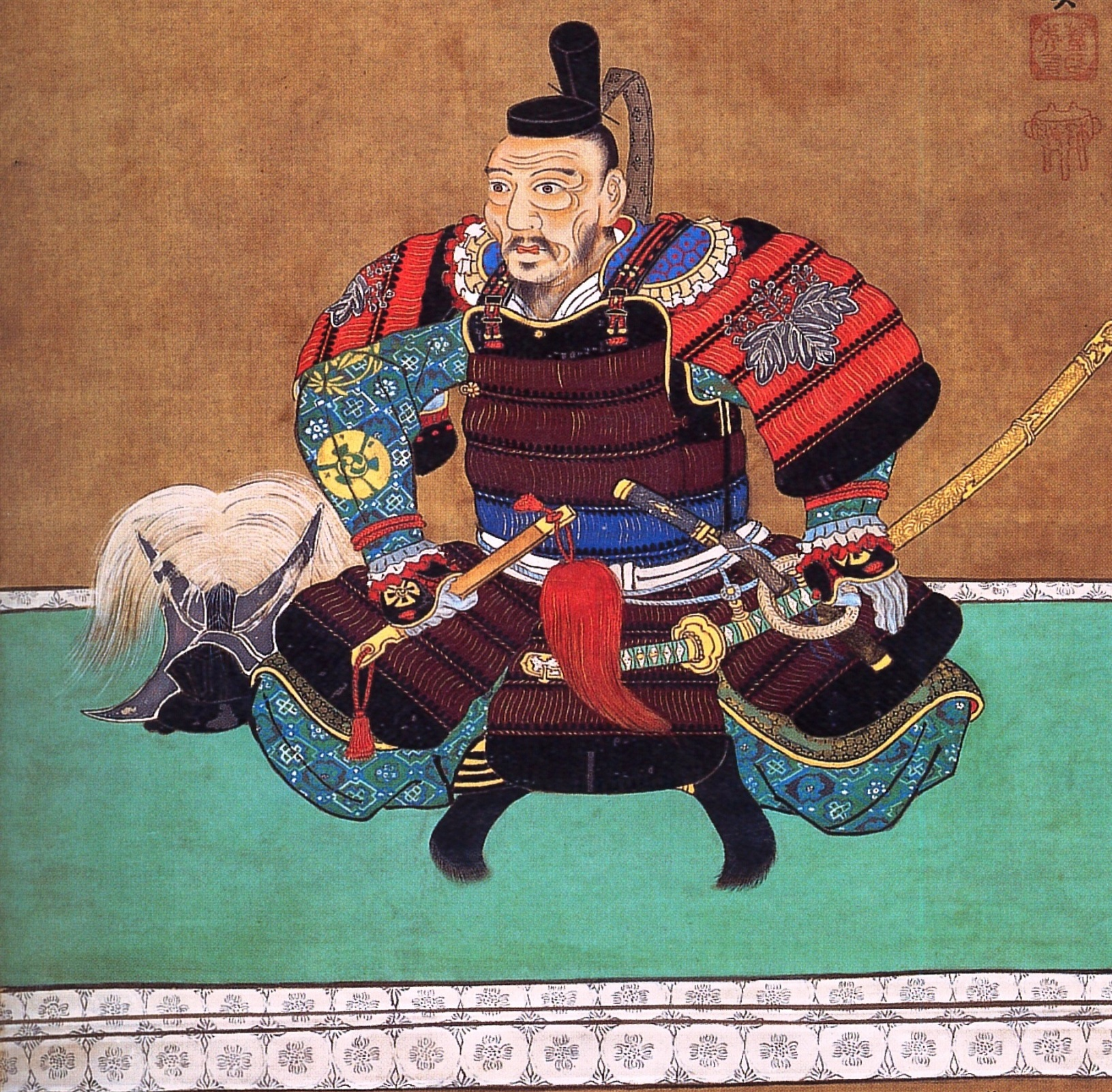
Tojotomi Hidejoši sedící v poloze Agura

Agura (japonsky: 胡坐) je japonský termín pro posed se zkříženýma nohama. Hýždě jsou na podlaze nebo na polštáři, nohy jsou před tělem, pokrčené v kolenou a překřížené jedna přes druhou. V Japonsku je tato poloha považována za neformální oproti poloze seiza a vhodná pouze pro muže.